# Stress Positions (película)
Stress Positions es una película de comedia dramática estadounidense de 2024 dirigida por Theda Hammel. Está protagonizada por John Early, Hammel, Qaher Harhash, Amy Zimmer, Faheem Ali, Rebecca F. Wright, Davidson Obennebo y John Roberts.
La película se estrenó en el Festival de Cine de Sundance de 2024 el 18 de enero de 2024. Posteriormente se estrenó en cines el 19 de abril de 2024.

## Sinopsis
Durante los primeros meses de la pandemia de COVID-19 en Brooklyn, un joven marroquí-estadounidense llamado Bahlul (Qaher Harhash) se recupera de una pierna rota mientras está en cuarentena con su tío Terry (John Early).

## Reparto
- John Early como Terry Goon
- Qaher Harhash como Bahlul
- Elizabeth Dement como Abigail
- Theda Hammel como Karla
- Amy Zimmer como Vanessa
- Rebecca F. Wright como Coco
- Faheem Ali como Ronald
- Gordon Landenberger como Vecino lunático amigable
- Elias Abawi como Conductor de Lyft
- John Roberts como Leo
- Davidson Obennebo como Hamadou
- Tarek Ziad como Tarek
- Joe Van O como Fotógrafo
- Macy Rodman como Modelo rubia
- Louisa Judge como Modelo rubia joven

## Estreno
Stress Positions se estrenó en la Competencia Dramática de Estados Unidos en el Festival de Cine de Sundance 2024. Fue estrenada el 19 de abril de 2024.